# Ван Дайк, Филлип
Филлип Ван Дайк (англ. Phillip Van Dyke; род. 13 июня 1984, Сан-Франицско) — американский актёр. Более известен по голосу Арнольда из мультсериала «Эй, Арнольд!» и по роли Люка из фильма «Хэллоуинтаун».

## Ранние годы
Филлип Ван Дайк родился 13 июня 1984 года в городе Сан-Франциско, штат Калифорния, США.

## Карьера
Впервые Филлип появился в сериале «Семейный альбом» в 1993 году, когда ему было 9 лет. Также появлялся в проектах, таких как «Фантастическая четвёрка», «Спасатели Малибу», «Хэллоуинтаун», «Шаг за шагом» и других. В 1997 году получил роль озвучивания Арнольда, заменив Торана Коделла из-за того, что у Торана поменялся голос. Филлип озвучивал Арнольда во 2 и 3 сезонах, после чего его заменил Спенсер Клайн.

## Личная жизнь
В 2001 году женился на Даниэлль Ван Дайк, после чего в 2002 году у них родилась дочь, Парис. Позже пара рассталась, из-за чего в конце 2009 года Филлип женился на Дженнифер Ван Дайк. В июне 2011 года у них родился сын, Флинн Ван Дайк.
В настоящее время живёт в городе Мурпарк, штат Калифорния.

## Фильмография
| Год       |    | Русское название                     | Оригинальное название               | Роль                  |
| --------- | -- | ------------------------------------ | ----------------------------------- | --------------------- |
| 1993      | с  | Семейный альбом                      | Family Album                        | Макс Лернер           |
| 1994      | с  | Приключения Бриско Каунти — младшего | The Adventures of Brisco County Jr. | сын                   |
| 1994      | с  | Застава фехтовальщиков               | Picket Fences                       | Бобби Хаттон          |
| 1994      | ф  | Фантастическая четвёрка              | Fantastic Four                      | маленький Джонни      |
| 1994—1995 | с  | Шаг за шагом                         | Step by Step                        | Райан                 |
| 1995      | с  | Спасатели Малибу                     | Baywatch                            | Брент                 |
| 1995      | тф | Возвращение охотника                 | The Return of Hunter                | Томми Шерри           |
| 1995—1996 | с  | Домашний суд                         | The Home Court                      | Эллис Соломон         |
| 1996      | с  | Мир Дэйва                            | Dave's World                        | Джефф                 |
| 1997      | тф | Билет                                | The Ticket                          | Эрик                  |
| 1997—2000 | мс | Эй, Арнольд!                         | Hey Arnold!                         | Арнольд/Людвиг/Сэнди  |
| 1998      | мс | Новые приключения Бэтмена            | The New Batman Adventures           | Джоел                 |
| 1998      | тф | Хэллоуинтаун                         | Halloweentown                       | Люк                   |
| 1998      | мф | Барток Великолепный                  | Bartok the Magnificent              | Иван-Царевич          |
| 2001      | тф | Хэллоуинтаун 2: Месть Калабара       | Halloweentown II: Kalabar's Revenge | Люк                   |
| 2001      | с  | Шоу Аманды                           | The Amanda Show                     | в роли самого себя    |
| 2003      | с  | Девочки Гилмор                       | Gilmore Girls                       | Кристофер в молодости |
| 2003      | с  | Без следа                            | Without a Trace                     | Дилан Линкольн        |
| 2003      | с  | Полиция Нью-Йорка                    | NYPD Blue                           | Адам Вилентc          |